# Maikko Mölder
Maikko Mölder (ur. 31 marca 1980) – estoński piłkarz i trener piłkarski, reprezentant Saremy.

## Życiorys
Seniorską karierę rozpoczynał w 1999 roku w czwartoligowym Saaremaa LK. Wkrótce później przeszedł do FC Kuressaare, z którym awansował do Meistriliigi. W tym samym roku zadebiutował w reprezentacji Saremy podczas Island Games. W 2000 roku zadebiutował w Meistriliidze w wygranym 2:0 spotkaniu z Valga FC Warrior, w którym zdobył gola. W połowie sezonu przeszedł do w Muhumaa JK, a w latach 2002–2003 występował w Sõrve JK, w którym zdobył 47 goli. W 2003 roku wrócił do FC Kuressaare. Z tym klubem trzykrotnie (2003, 2005, 2007) spadał do Esiliigi. Ogółem w Meistriliidze wystąpił w 42 meczach W latach 2009–2013 był piłkarzem Sõrve JK. Następnie grał w Leisi JK i rezerwach FC Kuressaare. Karierę zawodniczą kończył w 2017 roku. W latach 2015–2016 był szkoleniowcem drużyny U-17 FC Kuressaare.

## Statystyki ligowe
| Sezon    | Klub          | Liga         | Mecze | Gole |
| -------- | ------------- | ------------ | ----- | ---- |
| 1999     | FC Kuressaare | Esiliiga     | 5     | 1    |
| 2000 (w) | FC Kuressaare | Meistriliiga | 13    | 1    |
| 2000 (j) | Muhumaa JK    | Esiliiga     | 24    | 13   |
| 2001     | Muhumaa JK    | II Liiga     | ?     | ?    |
| 2002     | Sõrve JK      | II Liiga     | 17    | 24   |
| 2003     | Sõrve JK      | II Liiga     | 23    | 23   |
| 2003 (j) | FC Kuressaare | Meistriliiga | 7     | 1    |
| 2004     | FC Kuressaare | Esiliiga     | 19    | 2    |
| 2005     | FC Kuressaare | Meistriliiga | 20    | 3    |
| 2006     | FC Kuressaare | Esiliiga     | 7     | 1    |
| 2007     | FC Kuressaare | Meistriliiga | 2     | 0    |
| 2007     | Sõrve JK      | II Liiga     | 4     | 3    |
| 2008     | FC Kuressaare | Esiliiga     | 7     | 1    |
| 2009     | Sõrve JK      | II Liiga     | 1     | 0    |
| 2010     | Sõrve JK      | II Liiga     | 15    | 7    |
| 2011     | Sõrve JK      | II Liiga     | 17    | 5    |
| 2012     | Sõrve JK      | II Liiga     | 5     | 0    |
| 2013     | Sõrve JK      | II Liiga     | 5     | 1    |